# Abtei Gorze

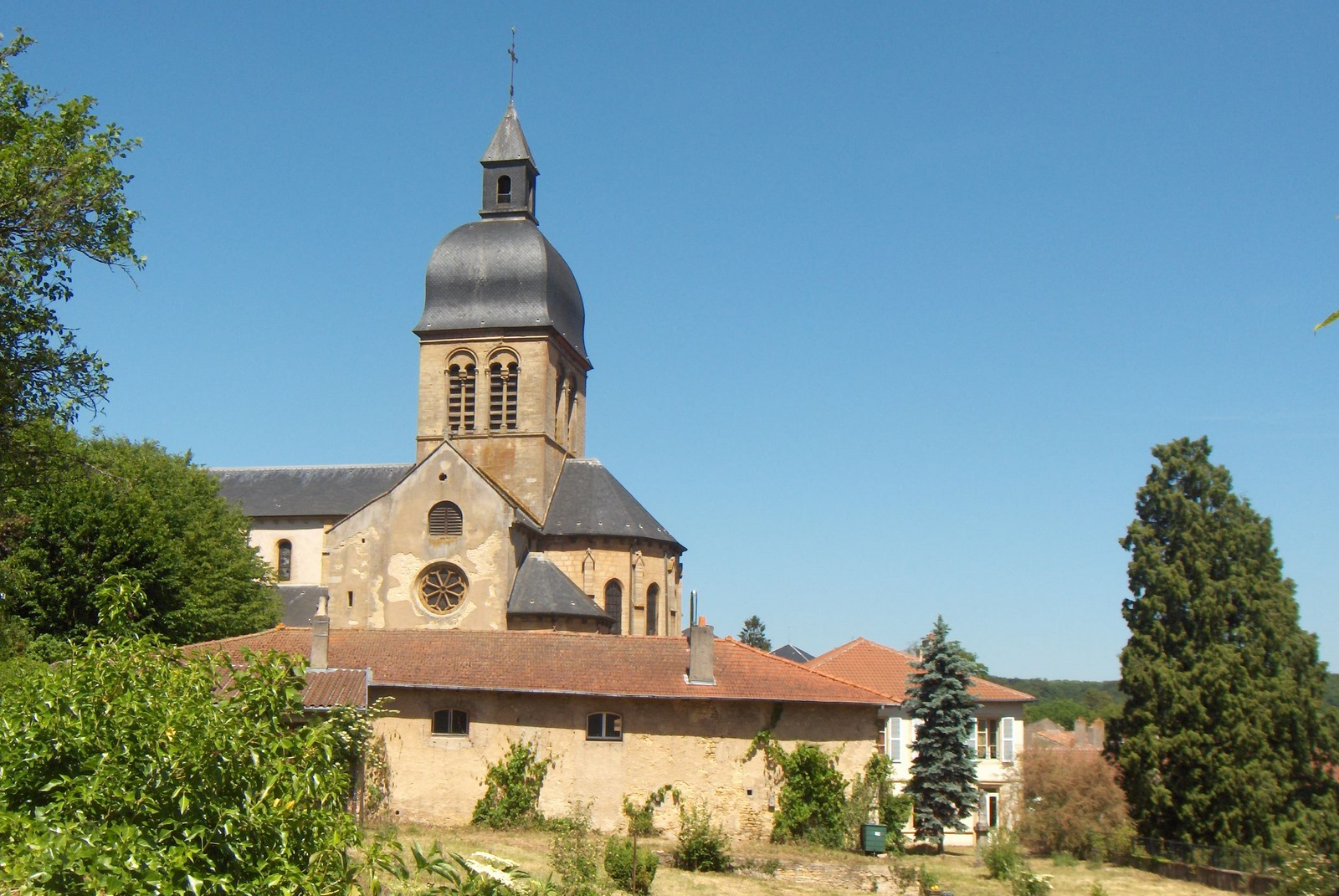
Ehemalige Laienkirche aus dem 13. Jahrhundert

Die Abtei Gorze in der Gemeinde Gorze nahe Metz wurde um 757 gegründet und 1572 aufgehoben. Sie gehörte dem Orden der Benediktiner an und war insbesondere im 10. und 11. Jahrhundert Mittelpunkt der Gorzer Reformbewegung.

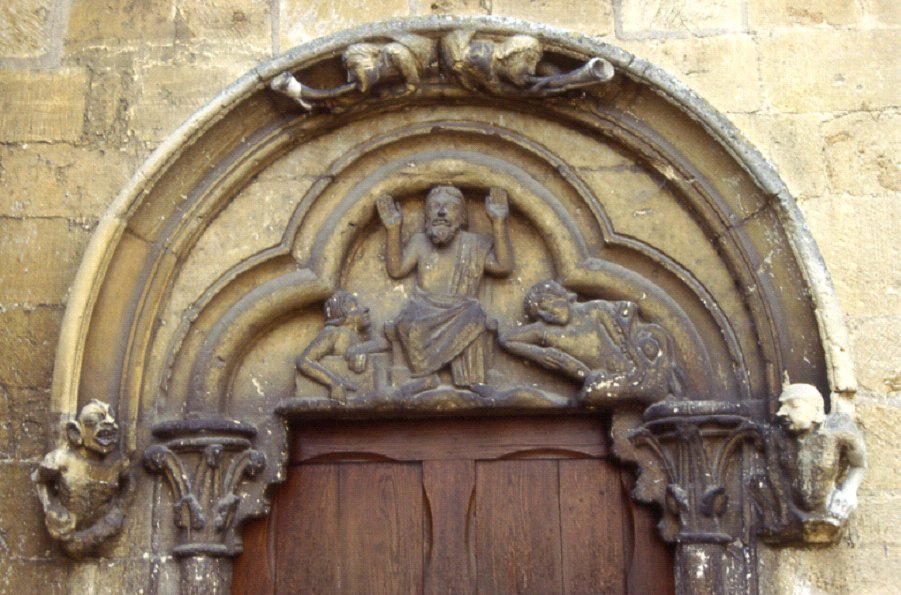
Erhaltenes Tympanon der abgerissenen Klosterkirche aus dem 11. Jahrhundert

## Geschichte

### Frühe Geschichte
Der Gründer der Benediktinerabtei war Bischof Chrodegang von Metz. Das Kloster war ein bischöfliches Eigenkloster und reich begütert. Geweiht war es Gorgonius von Rom.
Das tradierte Gründungsdatum der Abtei wird mit 748 angegeben, die neuere Forschung geht allerdings von einer Fälschung aus. Sie bezieht sich in Bezug auf die Gründung auf ein Privileg Bischof Chrodegangs, das im Mai 757 in Compiègne unterzeichnet wurde. Mitunterzeichner war unter anderem der Konstanzer Bischof Sidonius. Wahrscheinlich waren sie auch Teilnehmer der dort zeitgleich stattfindenden fränkischen Reichssynode.
Bereits kurze Zeit später gingen von diesem Kloster wichtige Impulse aus. Es war eine der wichtigsten Triebkräfte zur Durchsetzung des benediktinischen Mönchtums im Fränkischen Reich. In diesen Zusammenhang gehörte 761 die Reform von Gengenbach und 765 die Besiedlung des Klosters Lorsch. Frothar, der spätere Bischof von Toul, schreibt in einem Brief (Brief 28), dass er hier aufgewachsen sei.
In der Folge verfiel die Abtei. Ein erster, nicht nachhaltiger Reformversuch wurde um 843 unter Bischof Adventius unternommen. Nach weiterem Niedergang zählte die Gemeinschaft zuletzt nur noch etwa 20 Mönche.

### Zeit der Gorzer Reform
Seit 933 erfuhr die Abtei unter Bischof Adalberto I. einen erneuten Aufschwung. Er übergab das Kloster einer Gruppe von Klerikern um Abt Einold und den Mönch Johannes von Gorze, die eine strenge monastische Gemeinschaft nach der Regel des heiligen Benedikt gründen wollten. Unterstützt wurde der Neuanfang von Bischof Adalberto durch die Rückgabe entfremdeten Klosterguts. Gorze wurde zum Ausgangspunkt der Gorzer Reform, die schließlich 170 Klöster erfasste, u. a. auch das Kloster Hirsau (Neubau ab 1059). Sie war neben der Reformbewegung von Cluny eine der bedeutendsten Erneuerungsbewegungen monastischen Lebens im Mittelalter, die z. B. über Heribert von Köln auch Bedeutung für die restauratio imperii erlangte.
Nach dem Verebben der ersten Reformwelle ging von Gorze seit der zweiten Hälfte des 11. Jahrhunderts eine neue Ausstrahlung aus. Diese junggorzische Reform mischte Elemente der Reform von Cluny mit den Traditionen aus der älteren Reform von Gorze.
Insgesamt gingen von Gorze, gefördert von Adel, hohem Klerus und römisch-deutschem Königtum, etwa zweihundert Jahre lang wichtige Impulse für das monastische Leben aus. In der Klosterschule wurden zahlreiche spätere Reformbischöfe ausgebildet. Das Kloster verfügte zeitweise über eine hervorragende Bibliothek.

### Späte Jahre
Das Kloster verlor später an spiritueller Bedeutung. Allerdings bildete sich ein kleiner klösterlicher Herrschaftsbezirk, die Terre-de-Gorze, aus. Im Jahr 1453 verlor die Abtei ihre Selbstständigkeit. Sie wurde lehnsabhängig, zunächst vom Haus Borgia, später vom Herzogtum Lothringen. Im Jahr 1572 wurde Gorze säkularisiert. Durch die Bestimmungen im Friede von Vincennes kam die Terre-de-Gorze 1661 vom Heiligen Römischen Reich an Frankreich. Obwohl keine Mönchsgemeinschaft mehr existierte, gab es bis 1752 einen Fürstabt.
Die alte Abteikirche Saint-Étienne wurde 1609 abgerissen. Erhalten blieb die gotische Laien- und Volkskirche Saint-Pierre-Saint-Paul aus dem ersten Viertel des 13. Jahrhunderts.
Das Kloster St. Georgenberg in Worms-Pfeddersheim war ein Filialkonvent der Abtei Gorze.